# 結婚式へ行こう!
『結婚式へ行こう!』（けっこんしきへいこう）は、TBS系列「愛の劇場」枠で2006年12月18日から2007年3月9日までの月曜日〜金曜日の13:00〜13:30（JST）に放送されたテレビドラマのタイトルである。全55話。
『温泉へ行こう』、『病院へ行こう!』に続く愛の劇場枠「〜へ行こうシリーズ」の第3弾。

## 概要
「結婚の幸せとは」・「結婚の先にある本当の幸せとは」を描いたラブストーリー。
ウエディングプランナーとして結婚式場で働く霧島あおいは、結婚式を挙げるカップルはもちろん、その結婚式に関わるすべての人たちが「幸せになる」ように結婚式を取り仕切る。そんなあおいにも結婚を迎える日がやって来る。相手は上司の亮介。だが凄腕の経営コンサルタントがやって来て不穏な雰囲気に。その男・柊平は大学の先輩であり、亮介の弟でもあった。兄と弟には父の死に関わる確執があるようで、結婚式に暗雲が立ち込める。そして当日、なんと同僚の真琴が乱入。花婿の亮介を連れて逃亡。ひとり残されたあおいは……。

## キャスト
- 桐島あおい - 石橋奈美
- 五十嵐柊平 - 山中聡
- 北沢真琴 - 木下あゆ美
- 西川佳江 - 山下裕子
- 早坂泉 - 原史奈
- 関根佐知子 - 豊川栄順
- 山崎ユリ - 春木珠杏
- 近藤雄哉 - 山口翔悟
- 間宮亜樹 - 本多裕香
- 大原理沙 - 福之上真友
- 武内真里子 - 加茂美穂子
- 木村智美 - 土肥美緒
- 杉浦早紀 - 林寿美
- 桐島美代子 - 増子倭文江
- 桐島健太 - 古澤蓮
- 桐島弘道 - 佐々木勝彦
- 五十嵐亮介 - 坂上忍
- 藤倉悦子 - 河合美智子
- 五十嵐静江 - 市毛良枝

## スタッフ
- プロデューサー - 矢口久雄、大高さえ子
- 脚本監修 - 石原武龍
- 脚本 - 石原武龍、大沼紀子、山本むつみ、早野円
- 企画 - 高野阿弥子（TBS）
- 演出 - 山内宗信、岩寺秀廣
- 編成担当 - 山田康裕、渡辺真二郎
- 製作 - TBS、テレパック

## 主題歌
- 「ふたりでいいじゃない」

作詞：秦建日子・松尾潔 / 作曲・編曲：宇佐美秀文 / 歌：鈴木雅之&島谷ひとみ（レーベル：エピックレコードジャパン）

### 挿入歌
- ビートルズ「愛こそはすべて」
- サイモン&ガーファンクル「サウンド・オブ・サイレンス」

## その他
- 撮影は千葉県浦安市の結婚式場「アートグレイス・ウエディングコースト」で行われた。
- 系列外ネット局である秋田放送と福井放送（2007年1月15日 - 3月30日に放送）は、本作が13時台後半で放送された最後の作品となった（次作品である『砂時計-Sands' Chronicle-』以降は各局別の放送時間へ移行）。
- 2020年現在、DVD化等はされていない。
- 神奈川県横浜市にあるアーカイブ施設放送ライブラリーには本作品の第1話が保存されており、視聴することができる[1]。

## 再放送
- 2009年6月には、ジューンブライド特集としてTBSチャンネルでHD放送された（これがCSでの初放送）。
- 2024年10月、千葉テレビで再放送された[2]。